# 100 mètres nage libre aux Jeux olympiques de 1908
Navigation
Saint-Louis 1904 Stockholm 1912
L'épreuve de 100 m nage libre hommes des Jeux olympiques de 1908 a eu lieu du 17 juillet 1908 au 20 juillet 1908 au White City Stadium de Londres.
La piscine, longue de 100 mètres et large de 50 pieds (soit une quinzaine de mètres), est creusée au milieu du stade de White City, construit pour les Jeux et où se déroule aussi la majeure partie des épreuves sportives. Le 100 mètres nage libre attire le plus de nageurs avec, selon les sources, 31 engagés ou 46 engagés et 12 forfaits, donc 34 concurrents. La course est dominée par le nageur américain Charles Daniels.

## Séries
| Série | Rang | Pays | Nom                           | Temps        | Qualification         |
| ----- | ---- | ---- | ----------------------------- | ------------ | --------------------- |
| 5     | 1    |      | Charles Daniels               | 1 min 5 s 8  | Q                     |
| 7     | 1    |      | Wilfred Edwards               | 1 min 5 s 8  | Q                     |
| 1     | 1    |      | Zoltán von Halmay             | 1 min 8 s 2  | Q                     |
| 6     | 1    |      | Harry Hebner                  | 1 min 11 s   | Q                     |
| 3     | 1    |      | Frank Beaurepaire             | 1 min 11 s 6 | Q                     |
| 2     | 1    |      | Otto Scheff                   | 1 min 11 s 8 | Q                     |
| 4     | 1    |      | Harald Julin                  | 1 min 12 s   | Q                     |
| 6     | 2    |      | Paul Radmilovic               | 1 min 12 s   | q (meilleur deuxième) |
| 2     | 2    |      | Addin Tyldesley (en)          | 1 min 12 s   | q (meilleur deuxième) |
| 4     | 2    |      | John Derbyshire               | 1 min 12 s 6 |                       |
| 8     | 1    |      | George Dockrell               | 1 min 13 s 2 | Q                     |
| 3     | 2    |      | Lamme Benenga (en)            | 1 min 13 s 2 |                       |
| 5     | 2    |      | József Ónody (en)             | 1 min 13 s 2 |                       |
| 9     | 1    |      | Leslie Rich                   | 1 min 14 s 6 | Q                     |
| 9     | 2    |      | André Duprez                  | 1 min 18 s   |                       |
| 7     | 2    |      | Robert Zimmerman (en)         | 1 min 35 s   |                       |
| 1     | 2    |      | Theo Tartakover               | non connu    |                       |
| 1     | ?    |      | Davide Baiardo                | non connu    |                       |
| 1     | ?    |      | Bouke Benenga (en)            | non connu    |                       |
| 1     | ?    |      | Harald Klem (en)              | non connu    |                       |
| 1     | ?    |      | Herman Meyboom                | non connu    |                       |
| 2     | ?    |      | Gérard Meister                | non connu    |                       |
| 2     | ?    |      | József Munk (en)              | non connu    |                       |
| 2     | ?    |      | Conrad Trubenbach (en)        | non connu    |                       |
| 3     | ?    |      | Robert Theodor Andersson (en) | non connu    |                       |
| 3     | ?    |      | Henrik Hajós (en)             | non connu    |                       |
| 3     | ?    |      | Poul Holm (en)                | non connu    |                       |
| 4     | ?    |      | Victor Boin                   | non connu    |                       |
| 4     | ?    |      | Robert Foster (en)            | non connu    |                       |
| 5     | ?    |      | René André (en)               | non connu    |                       |
| 5     | ?    |      | George Innocent (en)          | non connu    |                       |
| 5     | ?    |      | Hjalmar Saxtorph (en)         | non connu    |                       |
| 6     | 3    |      | Fernand Feyaerts              | non connu    |                       |
| 6     | 4    |      | Edward Cooke                  | non connu    |                       |

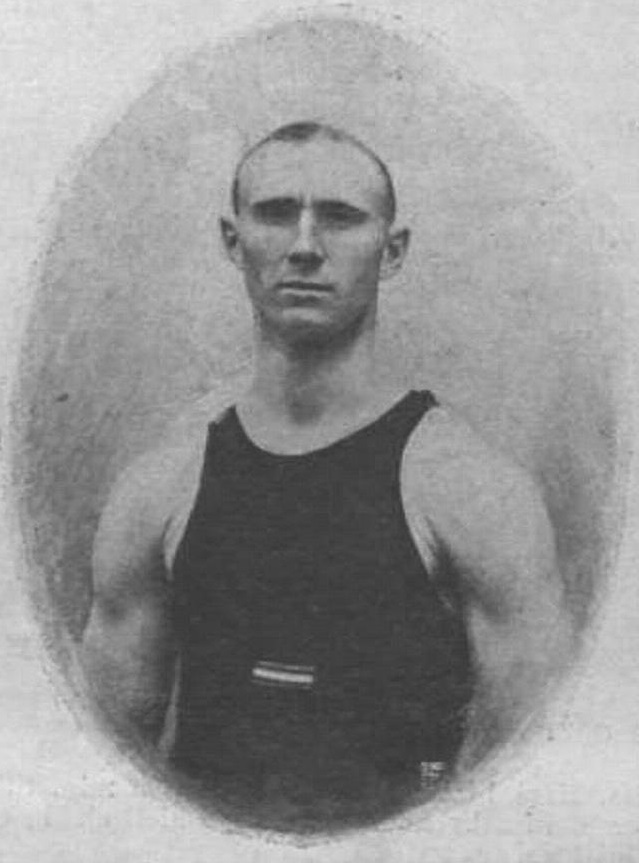
Zoltán von Halmay.

Les neuf séries se déroulèrent le vendredi 17 juillet à 16 h 15. Étaient qualifiés le vainqueur de chaque série et le plus rapide des deuxièmes.
Déclarèrent forfait pour cette course : Reginald Baker (Australasie), Leo Goodwin (États-Unis), Gentilly et Paul Vasseur (France), Sandor Adam, Lorant Apor, Alajos Bruckner, Géza Kiss, Jeno Hegner-Toth et Gyula Hornung (Hongrie), Wilhelm Persson (Suède).
La première série fut remportée par le Hongrois Zoltán von Halmay en 1 min 8 s 2, devant l'Australasien Theo Tartakover qui ne fut donc pas qualifié, comme le Néerlandais Bouke Benenga (en), le Belge Herman Meyboom, le Danois Harald Klem (en) et l'Italien Davide Baiardo. Von Halmay, une fois qu'il avait pris la tête de la course, glissa vers le milieu du bassin, mais ne gêna pas ses adversaires. Tartakover s'installa définitivement à la deuxième place aux 50 mètres,,.
Se qualifièrent lors de la deuxième série l'Autrichien Otto Scheff (1 min 11 s 8) et le Britannique A. Tyldesley (1 min 12 s) au titre de meilleur second ex-aequo. Furent éliminés le Français Gérard Meister, le Hongrois József Munk (en) et l'Américain Conrad Trubenbach (en). À mi-bassin, la victoire de Scheff était décidée,,.
La troisième série vit la victoire de l’Australasien Frank Beaurepaire (1 min 11 s 6) devant le Néerlandais Lamme Benenga (en) (1 min 13 s 2). Le Danois Poul Holm, le Hongrois Henrik Hajós (en) et le Suédois Robert Theodor Andersson quittèrent aussi la compétition. Beaurepaire prit la tête aux 50 mètres,,.
La quatrième série fut remportée par le Suédois Harald Julin (1 min 12 s) devant le Britannique John Derbyshire (1 min 12 s 6). À mi-parcours, Julin était largement en tête, mais Derbyshire le rattrapa. Cependant, ce dernier commit une faute qui lui fit perdre la course. L'Américain Robert Foster et le Belge Victor Boin se contentèrent des places d'honneur,,.
Charles Daniels remporta facilement sa série, la cinquième, en 1 min 5 s 8. À mi-bassin, il avait déjà cinq mètres d'avance ; il se retourna pour voir où se trouvaient ses adversaires avant de poursuivre son effort. Le Hongrois József Ónody (en) finit deuxième loin derrière en 1 min 13 s 2. Encore plus loin et aussi éliminés, le Britannique George Innocent, le Français René André et le Danois Hjalmar Saxtorph,,.
La sixième série fut remportée par l'Américain Harry Hebner (1 min 11 s) devant le Britannique Paul Radmilovic (1 min 12 s) qualifié au titre de meilleur second ex-aequo. Le Belge Fernand Feyaerts était deuxième à mi-parcours mais il fut rattrapé dans les dernières longueurs par Radmilovic. L'Australasien Edward Cooke se classa quatrième,,.
Les qualifiés des trois dernières séries qui semblent n'avoir rassemblé que peu de nageurs en raison des forfaits, furent les Britanniques Wilfred Edwards 1 min 5 s 8 et George Dockrell 1 min 13 s 2, l'Américain Leslie Rich 1 min 14 s 6. Le Belge André Duprez 1 min 18 s et le Canadien Robert Zimmerman (en) 1 min 35 s quittèrent la compétition,,.

## Demi-finales
| Série | Rang | Pays | Nom                  | Temps        | Qualification |
| ----- | ---- | ---- | -------------------- | ------------ | ------------- |
| 1     | 1    |      | Zoltán von Halmay    | 1 min 9 s 4  | Q             |
| 1     | 2    |      | Harald Julin         | 1 min 10 s 2 | Q             |
| 1     | 3    |      | Harry Hebner         | 1 min 11 s 4 |               |
| 1     | 4    |      | Frank Beaurepaire    | non connu    |               |
| 1     | 5    |      | Paul Radmilovic      | non connu    |               |
| 1     | 6    |      | Wilfred Edwards      | non connu    |               |
| 2     | 1    |      | Charles Daniels      | 1 min 10 s 2 | Q             |
| 2     | 2    |      | Leslie Rich          | 1 min 10 s 8 | Q             |
| 2     | 3    |      | George Dockrell      | 1 min 11 s 4 |               |
| 2     | 4    |      | Otto Scheff          | non connu    |               |
| 2     | 5    |      | Addin Tyldesley (en) | non connu    |               |

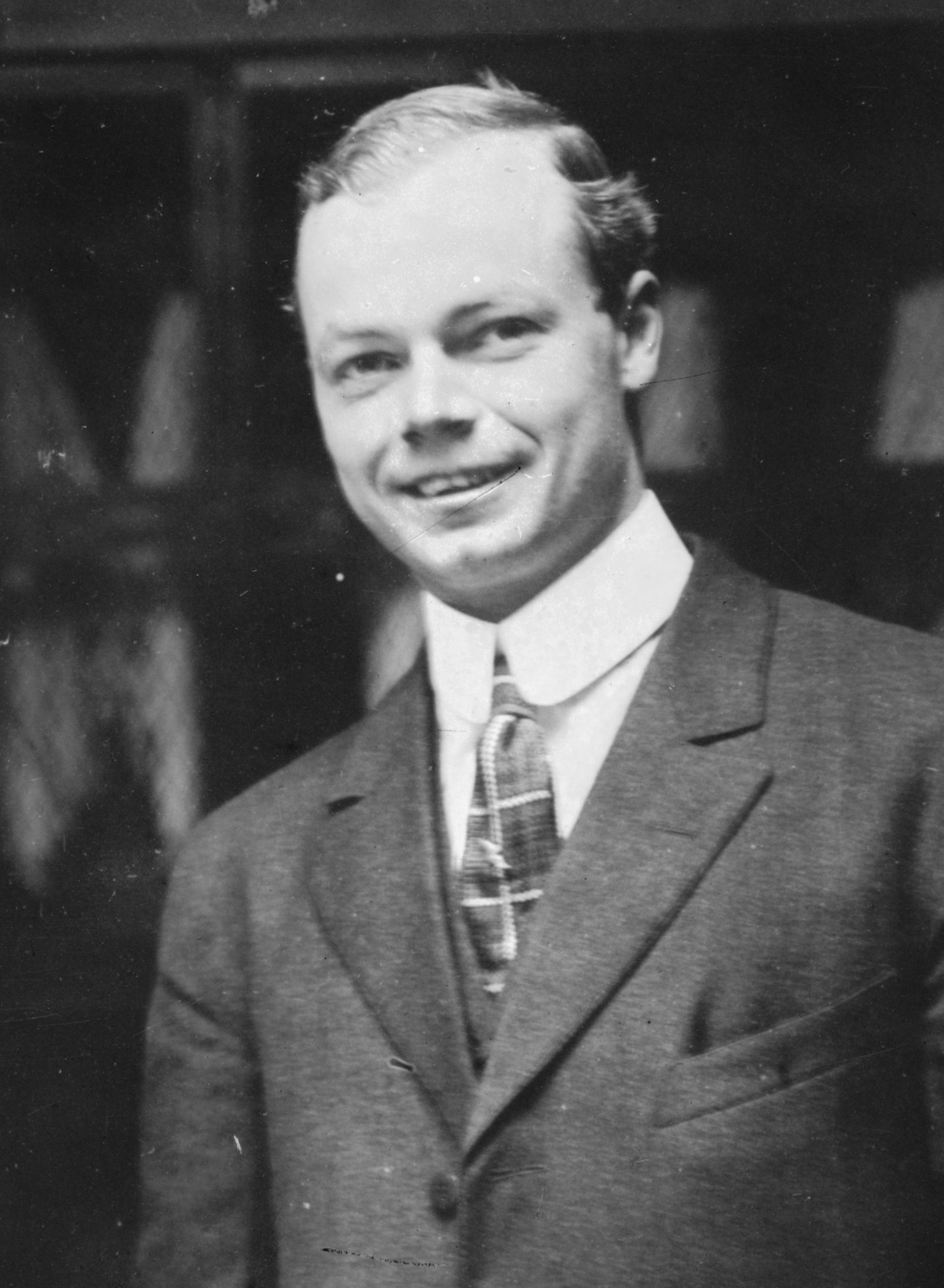
Charles Daniels.

Les demi-finales se déroulèrent le lundi 20 juillet à 11 h. Les deux premiers de chaque demi-finale étaient qualifiés pour la finale.
La première demi-finale fut remportée par Zoltán von Halmay (Hongrie) en 1 min 9 s 4 devant Harald Julin (Suède) en 1 min 10 s 2 puis Harry Hebner (USA) à la touche devant Frank Beaurepaire (Australasie) en 1 min 11 s 4. Les Britanniques Paul Radmilovic et Wilfred Edwards, partis trop doucement, finirent loin des quatre de tête. Dans les premiers mètres, von Halmay prit la tête devant Hebner mais au trente secondes Beaurepaire menait la course devant von Halmay. Hebner était devant à mi-parcours, von Halmay deuxième et Julin troisième. Le Hongrois fit alors son effort et s'envola, touchant avec plus de cinq mètres d'avance. Le suspense resta longtemps total quant à la seconde place qualificative, finalement arrachée de justesse par le Suédois Julin,,.
L'Américain Charles Daniels fut moins dominateur en demi-finale qu'en série. Certes, il s'imposa, mais seulement en 1 min 10 s 2 tandis que son compatriote Leslie Rich prenait la seconde place qualificative en 1 min 10 s 8 et que le Britannique George Dockrell échouait à se hisser en finale en 1 min 11 s 4. L'Autrichien Otto Scheff finissait quatrième devant le Britannique A. Tyldesley. En fait, Daniels se contenta de gérer sa course. Il prit immédiatement la tête et la conserva en nageant de façon plus relâchée qu'en série. Rich prit la deuxième place aux cinquante mètres et n'en bougea plus. Les troisième et quatrième places furent âprement disputées entre Dockrell et Scheff,,.

## Finale
| Série | Rang | Pays | Nom               | Temps       |        |
| ----- | ---- | ---- | ----------------- | ----------- | ------ |
| 1     | 1    |      | Charles Daniels   | 1 min 5 s 6 | RM, RO |
| 1     | 2    |      | Zoltán von Halmay | 1 min 6 s 2 |        |
| 1     | 3    |      | Harald Julin      | 1 min 8 s   |        |
| 1     | 4    |      | Leslie Rich       | non connu   |        |

La finale du 100 mètres nage libre se déroula le lundi 20 juillet à 14 h 30.
Quatre nageurs s'affrontèrent en finale : deux Américains Charles Daniels et Leslie Rich, un Hongrois Zoltán von Halmay et un Suédois Harald Julin. Von Halmay prit un départ rapide et distança rapidement ses adversaires. Daniels ne réussit à le rejoindre qu'au tiers du parcours mais il était plus impressionnant par son rythme de nage et son style puissant. Les deux hommes firent jeu égal jusqu'au cinquante mètres, avec Julin dans leur vague. Le Hongrois résista à l'Américain dans la seconde partie de la course, mais perdait peu à peu du terrain. Il fut devancé à l'arrivée d'une cinquantaine de centimètres tandis que Julin, deux mètres derrière prenait la troisième place,,.
Avec 1 min 5 s 6, Daniels établissait un nouveau record du monde et établissait le premier record olympique de la distance.